# Von beteuerten Gefühlen und anderer Kälte
Von beteuerten Gefühlen und anderer Kälte – pierwszy album niemieckiego poprockowego zespołu Clowns & Helden, wydany w 1986 roku nakładem wytwórni TELDEC na LP i CD. Album został wznowiony na CD dwukrotnie: w 1991 oraz 1998 roku.
Album zajął siedemnaste miejsce na niemieckiej liście przebojów.

## Lista utworów
Źródło: discogs.com.
1. „Einzug der Helden” (0:37)
2. „In meinem Bauch (Feuer)” (5:10)
3. „Besser” (3:40)
4. „Ich liebe dich” (4:19)
5. „Rückkehr des Helden” (0:36)
6. „Die Spieler” (4:03)
7. „Tanz der Clowns” (2:17)
8. „Ich frag mich” (3:30)
9. „Die Beerdigung” (6:17)
10. „Komm” (1:01)
11. „So wie sie ist” (3:41)
12. „Drauf und dran” (1:03)
13. „Risiko” (5:27)
14. „Clowns & Helden zum Geläut” (3:43)

## Wykonawcy
Źródło: discogs.com
- Carsten Pape – wokal
- Martin Fischbach – wokal
- Wolfgang Jensen – wokal
- Martin Fischbach – gitara
- Volker Radow – gitara basowa
- Bernd Westermann – instrumenty klawiszowe
- Elle Böndel – perkusja
- Valeri Dobrev – perkusja